# CISC
CISC (de l'anglès Complex Instruction Set Computer) és un model d'arquitectura de computadors. Va néixer a la companyia Intel cap al 1971 i va ser el precursor del que seria la tecnologia PC (Personal computer). Concretament, va ser el xip 8080, que el 1971 va ser el primer que, amb 8 bits, processava números i lletres.
Cal notar que, l'ús de la terminologia CISC es va començar a usar després de l'aparició dels processadors RISC com a nomenclatura despectiva per part dels defensors/creadors d'aquests últims.

## Funcionament bàsic
Els microprocessadors CISC tenen un codi màquina que es caracteritza per ser molt ample i permetre operacions complexes entre operadors situats a la memòria o en els registres interns, en contraposició a l'arquitectura RISC.
Aquest tipus d'arquitectura dificulta el paral·lelisme entre instruccions, pel que, en l'actualitat, la majoria dels sistemes CISC d'alt rendiment implementen un sistema que converteix aquestes instruccions complexes en diverses instruccions simples de tipus RISC, anomenades habitualment microinstruccions.
La microprogramació és una característica important y quasi essencial de quasi totes les arquitectures CISC. La microprogramació significa que cada instrucció de màquina és interpretada per un microprograma que està allotjat en una memòria dins del circuit integrat del processador. Les instruccions compostes són descodificades internament i executades en una sèrie de microinstruccions emmagatzemades en una ROM interna.
Per a fer això calen diversos cicles de rellotge, com a mínim un per microinstrucció. És així com els xips CISC utilitzen comandes que incorporen una gran diversitat de petites instruccions per a realitzar una única operació.
Quan el sistema o una aplicació requereix una d'aquestes accions, envia al processador el nom de la comanda i la informació complementària que es necessiti. Però cadascuna d'aquestes comandes de la ROM del CISC varien de mida i, per tant, el xip prèviament ha de verificar quant d'espai requereix la comanda per a executar-se i així poder reservar-lo en la memòria interna. A més, el processor ha de determinar la manera correcta de carregar i emmagatzemar la comanda i aquests dos processos alenteixen el rendiment del sistema.
Aleshores el processador envia la comanda sol·licitada a una unitat que la descodifica en instruccions més petites que podran ser executades per un nanoprocessador, que és una espècie de processador dins del processador. Com que les instruccions no són independents, ja que són instruccions menors que provenen de la decodidificació d'una instrucció major, només pot realitzar-se una instrucció cada vegada. Aquest és el motiu pel qual aquesta arquitectura dificulta el paral·lelisme entre instruccions.
A través de la complexa circuiteria del xip, el nanoprocessador executa cadascuna de les instruccions de la comanda. El desplaçament per aquesta circuiteria també alenteix el procés. Per a realitzar una sola instrucció es necessiten entre quatre i deu cicles de rellotge.

## Avantatges dels processadors CISC
-Redueix la dificultat de crear compiladors.
-Permet reduir el cost total del sistema.
-Redueix els costos de creació de programari.
-Millora la compactació de codi.
-Facilita la depuració de codi.

## Processadors que utilitzen arquitectura CISC
- Motorola 68000, 68010, 68020, 68030, 68040
- Zilog Z80
- Intel 8086, 8088, 80286, 80386, 80486